# 蒙特利瓦諾
蒙特利瓦諾是哥倫比亞的城市，位於該國西北部，由科爾多瓦省負責管轄，距離首府蒙特里亞114公里，始建於1907年1月2日，面積1,820平方公里，海拔高度44米，2005年人口69,277。

## 外部連結
- （西班牙文） Gobernacion de Cordoba - Montelíbano
- （西班牙文） Montelíbano official website

7°45′N 75°40′W / 7.750°N 75.667°W